# Élection présidentielle américaine de 2020 au Nouveau-Mexique
L'élection présidentielle américaine de 2020 au Nouveau-Mexique a lieu le 3 novembre 2020 comme dans les 49 autres États qui composent les États-Unis ainsi que le district de Columbia. Les électeurs néo-mexicains choisissent des grands électeurs pour les représenter dans le collège électoral à travers un vote populaire. Le Nouveau-Mexique dispose en 2020 de 5 grands électeurs. L'État donne l'ensemble de ses grands électeurs au candidat du Parti démocrate, l'ancien vice-président des États-Unis Joe Biden. 
Le candidat vainqueur de ce scrutin dans tout le pays sera également Biden, qui deviendra le 46e président des États-Unis le 20 janvier 2021.